# Anchuelo
Anchuelo ist ein Ort und eine zentralspanische Landgemeinde (municipio) mit 1.392 Einwohnern (Stand: 2024) im Osten der Autonomen Gemeinschaft Madrid im Übergang zur Autonomen Region Kastilien-La Mancha. Die Gemeinde gehört zur Kulturlandschaft der Alcarria.

## Lage und Klima
Der ca. 770 m hoch gelegene Ort Anchuelo liegt im Iberischen Hochland (meseta) südöstlich des Kastilischen Scheidegebirges. Die spanische Hauptstadt Madrid befindet sich knapp 36 km westsüdwestlich. 
Durch die Gemeinde führt die Schnellfahrstrecke Madrid–Barcelona–Französische Grenze.
Das Klima im Winter ist gemäßigt, im Sommer dagegen warm bis heiß; die eher geringen Niederschlagsmengen (ca. 459 mm/Jahr) fallen – mit Ausnahme der nahezu regenlosen Sommermonate – verteilt übers ganze Jahr.

## Bevölkerungsentwicklung
| Jahr      | 1970 | 1981 | 1991 | 2001 | 2011 | 2021 |
| Einwohner | 552  | 518  | 540  | 608  | 1135 | 1359 |

Der im Osten der Region Madrid gelegene Ort hat – anders als viele Orte in der Umgebung – seinen Charakter als Landgemeinde mit stabiler Bevölkerung noch weitgehend behalten.

## Wirtschaft
Anchuelo war jahrhundertelang landwirtschaftlich geprägt; die Menschen lebten weitgehend als Selbstversorger von den Erträgen der umliegenden Felder und Hausgärten.

## Sehenswürdigkeiten
- Magdalenenkirche (Iglesia de Santa María Magdalena) aus dem 15. Jahrhundert

## Persönlichkeiten
- Andrés Lorente (Lebensdaten 17./18. Jahrhundert), Komponist